# Увал (Курган)
Увал — микрорайон в Кургане. Находится в 5 километрах к югу от центра города. Бо́льшая часть домов Увала представляет собой индивидуальное жилищное строительство.

## История
Условно первым письменным упоминанием об этой местности можно считать описание Тобольского наместничества, составленное в 1789 году, где говорится, что «окружается (г. Курган) со всех сторон низкими местами с малыми кустарниками, и в самых низких лощинах с малыми озерками, то есть бакалдинами, с небольшими увальчиками и редкими берёзовыми колками, а за Тоболом рекой на полдень в пяти верстах увалом с сосновым лесом». Ориентируясь по исследованию А.М Васильевой, можно сделать вывод, что место было не заселено и в XIX веке — «В 1866 году с половины апреля вода начала прибывать, 19 апреля сорвала лёд, вышла из берегов и залила затобольную степную площадь на 5 верст до опушки леса, называемого Увалом».
Посёлок Увал включён в черту города Кургана 12 сентября 1958 года вместе с деревней Курганка (исключена из Черёмуховского сельского совета), населёнными пунктами Ново-Зайково, Восточный, Вороновка.

## Объекты
В микрорайоне Увал находятся:
- Мемориал воинам 32-го лыжного полка[3]
- Курганский ипподром[4], Трактовая ул., 74
- учебный корпус Курганского государственного колледжа (бывший Курганский сельскохозяйственный техникум)[5][6]
  - Перед зданием КГК установлен памятник Т.С. Мальцеву
- Курганский пограничный институт ФСБ России[7].
  - В 2006 году у территории учебного заведения был освящён гарнизонный храм в честь Георгия Победоносца, Трактовая ул., 65. Строительство этого деревянного храма продолжалось пять лет. Он стал первым культовым сооружением в истории Увала.

### Мемориал воинам 32-го лыжного полка
Мемориал воинам 32-го лыжного полка открыт в 1989 году за счет добровольных пожертвований. Работа скульптора В. П. Лытченко-Меткого. Это ростовая фигура солдата в шинели, который в правой руке держит автомат, в левой — лыжи с палками. Подножием монумента служит гранитная плита, в фундамент которой замурован прах неизвестного воина, найденный на местах боев одной из частей сформированных из питомцев 32-го лыжного полка — в районе города Ржев. 32-й лыжный полк сформирован 25 августа 1941 года из добровольцев уральского региона — комсомольцев и беспартийной молодежи. Местом дислокации полка определили березовый лес близ урочища Увал. Силами новобранцев были построены землянки, которые оснащались трехъярусными нарами, печками-буржуйками и освещались керосиновыми лампами. Горбыль, брусья, кирпич для строительства таскали на себе со станции Камчиха. Столы из березовых жердей летом и зимой стояли на улице. Это место называли столовой, продукты в мешках носили с железнодорожного вокзала. Солдат одели в форму учащихся ФЗО: черные бушлаты, шапки-ушанки, ботинки с обмотками. В промежутках между строительными работами новобранцев учили военному делу с помощью деревянных макетов винтовок. За время войны 32-й учебный запасной лыжный полк отправил на фронт 15-ю и 18-ю отдельную лыжную бригаду, 148-й, 149-й, 150-й, 187-й, 218-й, 244-й, 276-й отдельные лыжные батальоны, десятки маршевых рот и команд общей численностью до 20 тысяч человек. К 1943 году из 20 тысяч воинов отправленных на фронт в живых осталось 160 человек. 
Раньше на этом месте располагался монумент «Слава советской авиации» — самолет МиГ-15, взлетающий в небо, открытый в торжественной обстановке 18 августа 1968 г., в День Воздушного Флота СССР, как символ неразрывной связи Кургана с авиацией. В 80-е годы его демонтировали, а у центрального КПП военного училища установили самолет МиГ-21. Мемориал находится на развилке дорог Курган — Половинное, Курган — Звериноголовское.

### Курганский ипподром
ФГУ «ГЗК „Курганская“ с ипподромом» открыто в 1997 году после 25-летнего перерыва. Ранее, — с 21 августа 1911 года, Курганское общество поощрения коннозаводства, размещалось на территории курганского аэропорта. В 1922 году ипподром переносится в черту города. В 1963 году приказом Министерства производства и заготовок сельскохозяйственных продуктов РСФСР были объединены Курганская, Катайская заводская конюшни и Курганский областной ипподром в Курганскую областную государственную заводскую конюшню. С 1972 по 1997 год ипподром не работал. Лошадей, рожденных в Курганской области, испытывали на других ипподромах Советского Союза.

### Курганский государственный колледж
4 декабря 1921 года открылось первое в Курганском уезде узкоспециализированное учебное заведение — сельскохозяйственный техникум. 1939 — объединены Курганский сельскохозяйственный техникум, Высшая сельскохозяйственная школа в Кургане и Челябинске под общим наименованием — Челябинский колхозный сельскохозяйственный техникум. В 2008 году учебное заведение объединяют с Курганским строительным техникумом. Остаются всего две специальности, связанные с сельским хозяйством — «Ветеринария» и «Лесное и лесопарковое хозяйство».

### Курганский пограничный институт ФСБ России
Осуществляет подготовку офицеров Пограничной службы Федеральной службы безопасности Российской Федерации. Образован Распоряжением Правительства Российской Федерации от 24 октября 2003 года № 1535-р. Является единственным военным учебным заведением в Зауралье и единственным пограничным вузом между Москвой и Хабаровском. Выпускники Курганского пограничного института служат сегодня во всех региональных пограничных управлениях от Арктики до Камчатки, невзирая на трудности и бытовую неустроенность. За 32 выпуска в истории функционирования Курганского военного учебного заведения подготовлено более 12,5 тысяч офицеров. Выпускники вуза проходят службу во всех родах и видах Вооруженных Сил России.

## Улицы
- Агробиостанция КГУ (территория)
- Березовая
- Боковой (переулок)
- ДО Березовая роща (территория)
- Звездная
- Интернатовская
- Канавная
- Логовая 1-я
- Логовая 2-я
- Миронова
- Нагорная
- Садовая
- Сиреневая
- Спокойный (переулок)
- Владимира Тостановского
- Трактовая
- Трактовая 2-я
- Труда
- Увальская
- Лыжная база Спартак (территория)

Улица Миронова названа в честь Владимира Петровича Миронова — участника Великой Отечественной войны, Героя Советского Союза, прапорщика Советской Армии. По адресу ул. Миронова 8/1 в его честь установлена мемориальная доска.

## Транспорт

### Автотранспорт
Через Увал проходят автодороги Курган-Половинное, Курган-Звериноголовское, связывающие Костанайскую область Казахстана и некоторые райцентры с Курганом. Также через микрорайон проходят дороги, связывающие микрорайоны Тополя и Керамзитный с центром города.
Шоссе (участок трассы Р327) от здания УФСБ по Курганской области — ул. Ленина, д.2, до Курганского пограничного института ФСБ России носит имя Героя Российской Федерации майора ФСБ Тюнина Андрея Владимировича.

### Автобусное сообщение
Через микрорайон Увал проходят три внутригородских автобусных маршрутов: №6, №16, №316. Они являются частью автобусной системы Кургана.

## Природа
Микрорайон Увал находится в районе древнего русла Тобола, поэтому рельеф и представляет собой увал, что видно, проезжая по шоссе Тюнина.

## Муниципальные учебные заведения
Детский сад № 14 «Ёлочка», средняя общеобразовательная школа № 23 им. 32 запасного лыжного полка, учебный корпус Курганского государственного колледжа (бывший Курганский сельскохозяйственный техникум).